# Aissa Wayne
Aissa Wayne (* 31. März 1956 in Burbank, Kalifornien) ist eine US-amerikanische Schauspielerin und die älteste Tochter von John Wayne und Pilar Pallete.

## Leben und Karriere
Aissa Wayne wurde 1956 in Burbank im Bundesstaat Kalifornien in den Vereinigten Staaten als älteste Tochter des Schauspielers John Wayne und seiner dritten Frau Pilar Pallete geboren. Ihr folgten 1962 ihr Bruder Ethan Wayne, der ebenfalls als Schauspieler arbeitet, und 1966 ihre Schwester Marisa Wayne. Außerdem hat sie einige Halbgeschwister aus einer früheren Ehe ihres Vaters.
Im Jahr 1960 begann Aissa Wayne ihre Karriere als Schauspielerin im Film Alamo. Hier verkörperte sie die Rolle der kleinen Lisa Angelica Dickinson. Auch ihr Vater hatte eine Rolle im Film übernommen. 1963 spielte sie ihre heute bekannteste Rolle ebenfalls an der Seite ihres Vaters in MacLintock. Dort verkörperte sie die Rolle der Alice Warren, die die Filmtochter von Yvonne De Carlo und Filmschwester Patrick Wayne war. Ebenfalls 1963 folgte ein Auftritt in dem Film Die Hafenkneipe von Tahiti, wo sie die Rolle des Native Girl übernahm. Danach beendete sie ihre Karriere als Schauspielerin jedoch wieder und führte ein ruhigeres Leben.
Von 1981 bis 1984 war sie außerdem mit Earl Lawrence Kuhle verheiratet. In zweiter Ehe war sie von 1986 bis 1988 mit Thomas A. Gionis verheiratet. Sie hat insgesamt drei Kinder.

## Filmografie
- 1960: Alamo (The Alamo)
- 1961: Die Comancheros (The Comancheros)
- 1963: Die Hafenkneipe von Tahiti (Donovan’s Reef)
- 1963: MacLintock (McLintock!)

Als sie selber
- 1984: The Hollywood Greats (Fernsehserie, 1 Folge)
- 1993: Sacrée soirée (Fernsehserie, 1 Folge)
- 1997: John Wayne: On Board with the Duke (Video)
- 2010: Dreaming the Quiet Man

Soundtrack
- 1961: Die Comancheros (The Comancheros); Performance von Frère Jacques